# Schneider Wibbel (film 1920)
Schneider Wibbel è un film muto del 1920 diretto da Manfred Noa.

## Produzione
Il film fu prodotto dalla Eiko Film GmbH.

## Distribuzione
Distribuito dalla Eiko-Vera-Filmverleih, venne presentato alla Kant-Lichtspiele il 22 aprile 1920 con un visto di censura che ne proibiva la visione ai minori.